# Declan de Barra

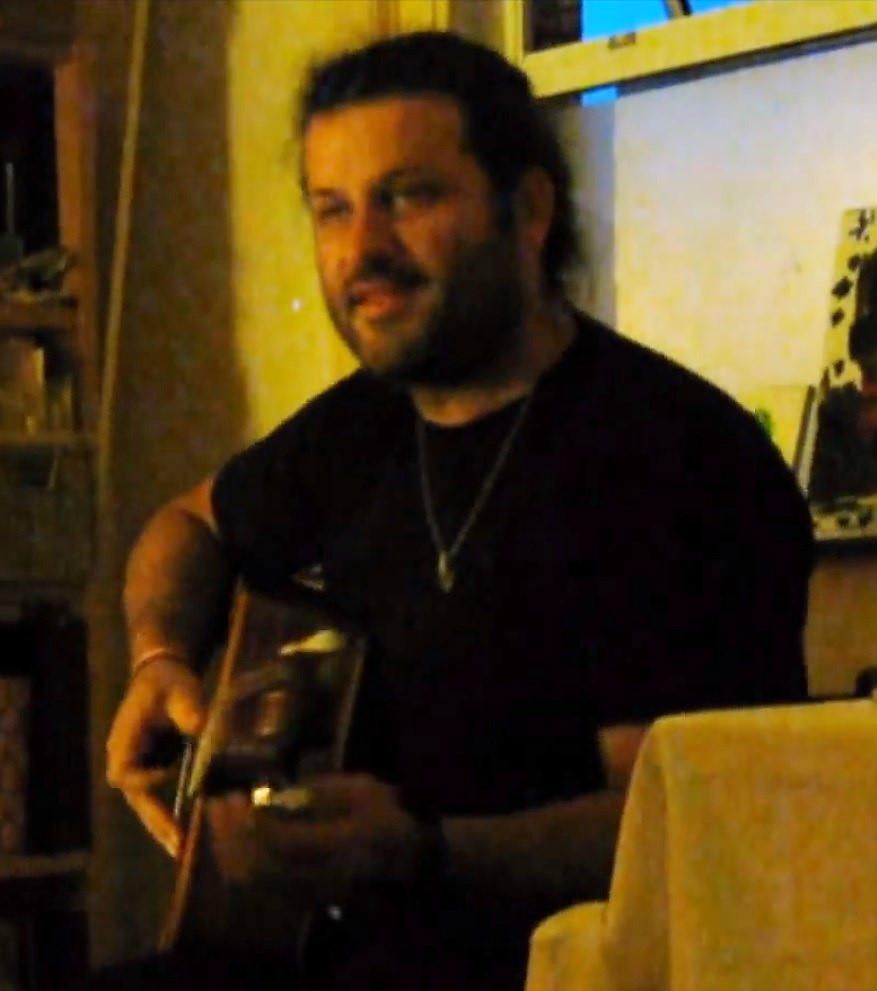
Declan de Barra

Declan de Barra (* 6. Mai 1971 in Bonmahon, County Waterford, Irland) ist Sänger und Songwriter und ehemaliges Mitglied der Band Clann Zú.
De Barra emigrierte in den 1980er-Jahren nach Australien, wo er mehrere Jahre mit seiner Band Non Intentional Lifeform tourte. 1999 gründete er Clann Zú. Er zog 2002 zurück nach Irland und wurde bald Teil der dort ansässigen Musikszene. Seit dem Ende von Clann Zú arbeitet er als Solokünstler. Seine Musik ist dabei sehr stark von traditionellen irischen Einflüssen gekennzeichnet. Bei den Aufnahmen zu seinem Album Song of a Thousand Birds wurde er von einigen ehemaligen Bandkollegen wie auch von anderen irischen Musikern unterstützt. Zum Soundtrack des Films LOL (Laughing Out Loud) steuerte er gemeinsam mit der französischen Musikerin Maïdi Roth den Song Not To Love You bei.

## Solo-Diskographie
- Song of a Thousand Birds (2006)
- A Fire to Scare the Sun (2008)
- Fragments, Footprints & The Forgotten (2011)